# Азеведу, Артур
Артур Набантино Гонсалвес де Азеведу (порт. Artur Nabantino Gonçalves de Azevedo; 7 июля 1855, Сан-Луис — 22 октября 1908, Рио-де-Жанейро) — бразильский поэт, писатель, драматург, журналист. Брат Алуизиу Азеведу.

## Биография
Родился в семье португальского вице-консула в Сан-Луисе Давида Гонсалвеша де Азеведу (порт. David Gonçalves de Azevedo) и Эмилии Амалии Пинту де Магальяенс (порт. Emília Amália Pinto de Magalhães).
С 8 лет был очарован театром, и вскоре сам стал сочинять пьесы для собственных любительских постановок. Литературным дебютом считается пьеса «Любовь к поговоркам» (1870), сразу же поставленная множеством театров и пользовавшаяся популярностью в Бразилии. С 1871 года начал писать рассказы. Жанровый диапазон Азеведу весьма широк: он писал драмы, комедии, бурлетты, либретто к музыкальным комедиям и опереттам. Наряду с популярными жанрами брался за серьёзные темы. Так, в 1884 году совместно с Урбану Дуарте (Urbano Duarte) написал драму в 3 актах «Семья Салазара» (точнее «Сторонник рабства» порт. O Escravocrata), запрещённую к показу за призыв к борьбе против рабства. Но и в лёгком жанре Азеведу допускает возможность подвергать критике существующий общественный строй. Так, либретто комической оперы «Принцесса Кажуейру» подверглось нападкам со стороны ряда бразильских политиков за нелицеприятную критику в свой адрес.
Но сатира была не главным коньком автора, отдававшего предпочтение лёгким музыкальным комедиям с острыми куплетами. Одним из самых известных сочинений считается оперетта «Федеральная столица» (1897) — классическая комедия положений с главным героем провинциалом, волею случая оказавшимся в Рио-де-Жанейро, бывшим тогда столицей Бразилии. Среди других заметных комедий — «Приданое», «Оракул», «Бадежо», которые до сих пор входят в репертуар бразильских театров. Новаторством же для бразильского театра стали введённые Азеведу эстрадные обозрения («Билонтра», «Республика» (1889) и «Три-бофе» (1891)).
В 1897 году стал основателем и членом Бразильской академии литературы. С 1879 году вёл «Журнал о театре» (порт. Revista do teatro), где часто выступал как театральный критик. Деятельность Азеведу имела большое значение для развития национальной драматургии и становления бразильского театра. Острые сатирические куплеты из его комедий вошли в быт народа Бразилии. Азеведу около 30 лет добивался строительства Городского театра Рио-де-Жанейро, на открытии которого в 1909 году не смог присутствовать по причине смерти.

## Сочинения

### Для театра
Указан год первой постановки на сцене:
- 1877 — «Шкура волка» (A pele do lobo), комедия в 1 акте
- 1878 — «Рио-де-Жанейро в 1877» (O Rio de Janeiro de 1877), комедия в 3 актах
- 1880 — «Принцесса Кажуейру» (A Princesa dos Cajueiros), музыкальная комедия с прологом в 2 актах
- 1886 — O Bilontra, ревю с прологом в 3 актах
- 1888
  - A Almanjarra, комедия в 2 актах
  - «Приданое» (O Dote), комедия
- 1897 — «Федеральная столица[англ.]», оперетта
- 1898
  - O Badejo, комедия в стихах в 3 актах
  - «Признания» (Confidências)
  - O Jagunço
- 1901 — «Съел!» (Comeu!)

### Рассказы и поэзия
- 1876 — «Сонеты» (Sonetos)
- 1889 — «Возможные рассказы» (Contos possíveis) — сборник рассказов посвящён Машаду де Ассису[2]
- 1901
  - «Немодные рассказы» (Contos fora de moda)
  - «Эфемерные рассказы» (Contos efêmeros)
- 1909 — «Рифмы» (Rimas), поэтический сборник